# Millennium Trophy
De Millennium Trophy is een prijs in rugby die elk jaar wordt gegeven aan de winnaar van een wedstrijd tussen Engeland en Ierland. Deze wedstrijd maakt deel uit van het Zeslandentoernooi. Deze prijs werd in 1988 in het leven geroepen als onderdeel van het 1000-jarige bestaan van Dublin. De beker heeft de vorm van een gehoornde vikinghelm.
De Millennium Trophy is vergelijkbaar met de Calcutta Cup, een rugbywedstrijd die elk jaar wordt gehouden tussen Engeland en Schotland, ook tijdens het zeslandentoernooi.
In april 1988 werd er een speciale wedstrijd voor georganiseerd in Lansdowne Road, Dublin. In dat jaar speelden Ierland en Engeland een maand eerder tegen elkaar in het Vijflandentoernooi. In die wedstrijd won Engeland met 35-3 van Ierland in Twickenham.
Engeland heeft de beker 21 keer gewonnen, tegen 16 keer voor Ierland.

## Overzicht
| Details     | Gespeeld | Gewonnen Engeland | Gewonnen Ierland | Gelijkspel | punten Engeland | punten Ierland |
| ----------- | -------- | ----------------- | ---------------- | ---------- | --------------- | -------------- |
| In Engeland | 18       | 12                | 6                | 0          | 458             | 279            |
| In Ierland  | 20       | 9                 | 11               | 0          | 370             | 338            |
| Totaal      | 38       | 21                | 17               | 0          | 828             | 617            |

## Millennium Trophy Winnaars
| Jaar | Winnaar  | Verliezer | Uitslag | Stadion        |
| ---- | -------- | --------- | ------- | -------------- |
| 1988 | Engeland | Ierland   | 10 - 21 | Lansdowne Road |
| 1989 | Engeland | Ierland   | 3 - 16  | Lansdowne Road |
| 1990 | Engeland | Ierland   | 23 - 0  | Twickenham     |
| 1991 | Engeland | Ierland   | 7 - 16  | Lansdowne Road |
| 1992 | Engeland | Ierland   | 38 - 9  | Twickenham     |
| 1993 | Ierland  | Engeland  | 17 - 3  | Lansdowne Road |
| 1994 | Ierland  | Engeland  | 12 - 13 | Twickenham     |
| 1995 | Engeland | Ierland   | 8 - 20  | Lansdowne Road |
| 1996 | Engeland | Ierland   | 28 - 15 | Twickenham     |
| 1997 | Engeland | Ierland   | 6 - 46  | Lansdowne Road |
| 1998 | Engeland | Ierland   | 35 - 17 | Twickenham     |
| 1999 | Engeland | Ierland   | 15 - 27 | Lansdowne Road |
| 2000 | Engeland | Ierland   | 50 - 18 | Twickenham     |
| 2001 | Ierland  | Engeland  | 20 - 14 | Lansdowne Road |
| 2002 | Engeland | Ierland   | 45 - 11 | Twickenham     |
| 2003 | Engeland | Ierland   | 6 - 42  | Lansdowne Road |
| 2004 | Ierland  | Engeland  | 13 - 19 | Twickenham     |
| 2005 | Ierland  | Engeland  | 19 - 13 | Lansdowne Road |
| 2006 | Ierland  | Engeland  | 24 - 28 | Twickenham     |
| 2007 | Ierland  | Engeland  | 43 - 13 | Croke Park     |
| 2008 | Engeland | Ierland   | 33 - 10 | Twickenham     |
| 2009 | Ierland  | Engeland  | 14 - 13 | Croke Park     |
| 2010 | Ierland  | Engeland  | 16 - 20 | Twickenham     |
| 2011 | Ierland  | Engeland  | 24 - 8  | Aviva Stadium  |
| 2012 | Engeland | Ierland   | 30 - 9  | Twickenham     |
| 2013 | Engeland | Ierland   | 6 - 12  | Aviva Stadium  |
| 2014 | Engeland | Ierland   | 13 - 10 | Twickenham     |
| 2015 | Ierland  | Engeland  | 19 - 9  | Aviva Stadium  |
| 2016 | Engeland | Ierland   | 21 - 10 | Twickenham     |
| 2017 | Ierland  | Engeland  | 13 - 9  | Aviva Stadium  |
| 2018 | Ierland  | Engeland  | 15 - 24 | Twickenham     |
| 2019 | Engeland | Ierland   | 20 - 32 | Aviva Stadium  |
| 2020 | Engeland | Ierland   | 24 - 12 | Twickenham     |
| 2021 | Ierland  | Engeland  | 32 - 18 | Aviva Stadium  |
| 2022 | Ierland  | Engeland  | 15 - 32 | Twickenham     |
| 2023 | Ierland  | Engeland  | 29 - 16 | Aviva Stadium  |
| 2024 | Engeland | Ierland   | 23 - 22 | Twickenham     |
| 2025 | Ierland  | Engeland  | 27 - 22 | Aviva Stadium  |